# Sabal palmetto
Sabal palmetto (synoniem Sabal serrulata of Serenoa repens) is de botanische naam van een palm. De palm is afkomstig uit de Amerikaanse staten Florida en South Carolina en andere staten in deze regio. De plant komt voor op voedselarme, zandige, kalkrijke bodems, in de duinen langs de kust en langs rivieren. Deze bomen zijn inheems van Zuid-Florida tot Zuidoost-North Carolina en ook de Bahama's. 
De bloeiwijzen produceren witte geurende bloempjes. De vruchten zijn klein, zwart, eetbaar en melig.

## Cultuur in de Benelux
Deze palm wordt in Europa niet meer dan 7-10 m hoog. De plant dient zon, water en warmte in overvloed te hebben: om snel te groeien heeft zij lange zomers nodig. Deze Sabal is de enige die ook de winter goed verdraagt. De plant kan temperaturen tot -15 °C overleven.